# Alpine (California)
Alpine è un census-designated place (CDP) degli Stati Uniti d'America, situato in California, nella contea di San Diego.